# Batrad, Bereg
Batrad (în ucraineană Батрадь) este localitatea de reședință a comunei Batrad din raionul Bereg, regiunea Transcarpatia, Ucraina.

## Demografie
Componența lingvistică a localității Batrad
     Maghiară (77,19%)
     Ucraineană (21,78%)
     Alte limbi (1,03%)
Conform recensământului din 2001, majoritatea populației localității Batrad era vorbitoare de maghiară (77,19%), existând în minoritate și vorbitori de ucraineană (21,78%).